# Johannes Wilhelmus Quint
Johannes Wilhelmus Quint (Lithoijen, 18 september 1910 – Berg en Terblijt, 10 augustus 1978) was een Nederlands politicus van de KVP.
Hij werd geboren als zoon van Johannes Nicolaas Quint (1880-1960) en Nicolasina Sloth (*1885). Zijn vader was brievengaarder en later 'kantoorhouder der posterijen'. Zelf volgde hij na de hbs vanaf 1929 in Kampen een opleiding aan de School voor Reserve-Officieren der Infanterie. Rond 1930 ging hij als volontair werken bij de gemeentesecretarie van Alem, Maren en Kessel en daarna werd hij 1e ambtenaar bij de gemeente Rosmalen. Enkele jaren later was hij adjunct-commies bij de gemeente Breda en in 1938 maakte hij de overstap naar de gemeente Heerlen waar hij het zou brengen tot referendaris. Daarnaast studeerde hij economische en sociale wetenschappen aan de Katholieke Economische Hogeschool maar die studie gaf hij in 1939 op toen hij gemobiliseerd werd. Terug in Heerlen   fungeerde hij vanaf november 1941 een jaar als gemeentesecretaris. Eind 1943 moest hij onderduiken waarna hij zijn illegale activiteiten voortzette. Na de bevrijding werd Quint hoofd van de Politieke Opsporingsdienst in Heerlen en daarnaast was hij vanaf november 1944 twee jaar waarnemend burgemeester van Brunssum. Nadat zijn opvolger A.P.J.M. Lempers burgemeester van Kerkrade was geworden werd Quint door de wethouders van Brunssum gevraagd om daar te solliciteren. In oktober 1948 werd hij benoemd tot burgemeester van Brunssum welke functie hij zou blijven uitoefenen tot zijn pensionering in oktober 1975. In 1978 overleed Quint op 67-jarige leeftijd.